# Walter Riggs
Walter Riggs (* 1. Januar 1877 in Leiston; † 10. November 1951 in Blyth) war ein britischer Segler.

## Erfolge
Walter Riggs nahm in der 8-Meter-Klasse an den Olympischen Spielen 1924 in Paris teil. Dort gewann er als Crewmitglied der britischen Yacht Emily sogleich die Silbermedaille. Die Emily erreichte als eines von drei Booten das Finale der in Le Havre stattfindenden Regatta und erzielte dort wie das von Louis Charles Breguet angeführte französische Boot Namousse fünf Punkte hinter den Olympiasiegern aus Norwegen auf der Béra, die beide Finalläufe gewannen. Im Stechen um die Silbermedaille setzten sich die Briten schließlich gegen die Namousse durch, womit Riggs und Skipper Ernest Roney ebenso wie die übrigen Crewmitglieder Gordon Fowler, Edwin Jacob und Riggs’ Sohn Thomas Riggs den zweiten Platz belegten.